# ドカコック
『ドカコック』は、渡辺保裕による日本の漫画作品。おもに『週刊漫画ゴラク』（日本文芸社）に読み切り作品で読み切り作品が4本掲載されたあと、掲載誌を変えつつシリーズは継続している。少年画報社と一迅社より単行本化もされた。
『週刊漫画ゴラク』にて、2018年5月18日発売の6月1日号から2019年1月25日発売の2月8日号まで『ドカせん』というタイトルで通常連載。『コミックヘヴン』（同社）にて、2023年12月号（72号）から2025年5月号（89号）まで『ドカクエ 異世界ドカコッククエスト』を連載。

## あらすじ
伝説の流れドカ・ドカコック。名建築の陰には必ずドカコック在りと謳われ、旨いメシでドカたちの腹と心を満たし、現場を必ず成功に導くという。

## 登場人物
京橋 建策 / ドカコック
本作の主人公。各地をさすらう流れ者のドカ。大柄で筋肉質の体躯に、季節を問わずノースリーブの赤いジャケット（背中に「KYOBASHI」のロゴ入り）、ニッカーボッカーズという出で立ち（ニッカーボッカーズや靴は寅壱製）。常に鉢巻きをしめており、調理の際にはそれを襷がけにする。額には大きな傷跡があるが、その要因などは不明。
ドカとして卓越した技能を持ち、土木工事から建築工事、保線、果ては船大工に至るまで、非常に広範囲に対応できる。現場監督からの信任も厚い。
料理に関しても抜きん出た腕前を持ち、自分の銘入りの包丁を常に持参し、数十人分を一度に調理する。ただし、自らの料理を自分で口にした描写は、これまで一度もない。
ドカコックとしてはネットで話題になるなど知名度があるが、それが京橋であることは知られておらず、また自らも正体は公にしていない。頼られることを嫌い、料理を振る舞ったあと正体を問われると、「自分はただの…ドカですよ」と言い残し、現場を去ってしまう。ジャケットの背中に「DOKACOOK.COM」なるドメイン名を入れており、自らその関係性を匂わせている。
なお、名前は「健策」表記も混在していたものの、2014年現在は「建策」となっている。

## 作品
伝説の流れドカ
- 『漫画ゴラク』2007年4月13日号掲載。
- 現場は山梨県甲府市、トンネル工事。
- 京橋は「揚げたてドカコロ丼」を竣工する。

薩摩に架ける絆橋
- 『漫画ゴラク』2007年9月21日号掲載。
- 現場は鹿児島県薩摩郡、桜島西架橋工事。
- 京橋は「ドカルビ焼飯丼」を竣工する。

浪速の摩天楼
- 『漫画ゴラク』2007年11月30日号掲載。
- 現場は大阪府浪速区、第二通天閣建設工事。
- 京橋は「ドカハリ丼※ツユだく」を竣工する。

海から来たドカコック
- 『漫画ゴラク』2008年5月16日号掲載。
- 舞台は青森県大間町。工事ではなく、漁船「碇矢丸II」を届けに来ている。
- 京橋は「津軽ド海峡てこね丼」を竣工する。

夜霧の第二県道
- 『月刊ヤングキング』2010年3月号掲載。
- 現場は神奈川県横浜市、横浜開港152周年記念道路。
- 京橋は「横浜ド開港ロードカレー」を竣工する。

ドカコック北へ帰る
- 単行本「ドカコック ドカうまっ!!満腹編」描き下ろし。
- 現場は北海道網走市、三湖鉄道の保線工事。
- 京橋は「ド開拓弁（ちゃんちゃん焼き弁当）」を竣工する。

信州伊那を後にして
- 『漫画サンデー』2011年4月13日号掲載。この作品以降はタイトルが「ドカコック本舗」となっている。
- 現場は長野県伊那市、某村の住宅建築。
- 京橋は「伊那のド勘太ローメン飯」を竣工する。

さすらい―ドカコックの唄―
- 『漫画サンデー』2011年11月22日号掲載。
- 現場は新潟県某市、松原大サーカスのテント組み立て。
- 京橋は「紙カツ・ド・カツ丼」を設営する。

ドカせん
- 『週刊漫画ゴラク』2018年6月1日号から2019年2月8日号まで連載。
- 工業高校で教師として活動する様子を描く。

ドカコックΔ
- 『GANMA!』にて2018年11月29日に公開。
- 紀元前のエジプトが舞台。

ドカクエ 異世界ドカコッククエスト
- 『コミックヘヴン』2023年12月号（72号）から2025年5月号（89号）まで連載。
- ファンタジーであり、ドカコックが異世界で活動する様子を描く。

## 書誌情報
- 渡辺保裕『ドカコック ドカうまっ!!満腹編』少年画報社、2010年5月24日発売、ISBN 978-4-7859-3386-9
  - 同作者による「極道運動会」「プレゼンター」収録。
- 渡辺保裕『ドカコック』一迅社、2014年8月1日発売、ISBN 978-4-7580-4613-8
  - 少年画報社版未収録のエピソード2編のほか、少年画報社版収録のインタビュー改訂版、4コママンガを収録。推薦帯はヤスダスズヒト。
- 渡辺保裕『ドカせん』日本文芸社〈ニチブンコミックス〉、全3巻
  1. 2018年9月18日発売[8][9]、ISBN 978-4-537-13811-5
  2. 2018年11月29日発売[10]、ISBN 978-4-537-13844-3
  3. 2019年2月28日発売[11]、ISBN 978-4-537-13883-2
- 渡辺保裕『ドカクエ 異世界ドカコッククエスト』日本文芸社〈ニチブンコミックス〉、全3巻
  1. 2024年5月29日発売[12][13]、ISBN 978-4-537-14831-2
  2. 2024年12月18日発売[14]、ISBN 978-4-537-14939-5
  3. 2025年6月27日発売[15]、ISBN 978-4-537-17259-1